# Azəryol Voleybol Klubu 2014-2015
Questa voce raccoglie le informazioni riguardanti le Azəryol Voleybol Klubu nella stagione 2014-2015.

## Organigramma societario
Area direttiva
- Presidente: Cavid Qurbanov

Area tecnica
- Allenatore:  Angelo Vercesi (fino a marzo), Jason Haldane
- Assistente allenatore: Vugar Aliev

## Rosa
| N° | Nome                 | Ruolo | Data di nascita   | Nazionalità sportiva |
| -- | -------------------- | ----- | ----------------- | -------------------- |
| 1  | Lenka Dürr           | L     | 10 dicembre 1990  | Germania             |
| 2  | Ksenija Kovalenko    | C     | 21 novembre 1986  | Azerbaigian          |
| 3  | Anastasija Artem'eva | O     | 4 dicembre 1989   | Azerbaigian          |
| 4  | Oksana Parchomenko   | P     | 28 luglio 1984    | Azerbaigian          |
| 5  | Odina Əliyeva        | S     | 22 maggio 1990    | Azerbaigian          |
| 6  | Jovana Brakočević    | O     | 5 marzo 1988      | Serbia               |
| 7  | Lora Kitipova        | P     | 19 maggio 1991    | Bulgaria             |
| 9  | Andressa Picussa     | C     | 22 luglio 1989    | Brasile              |
| 10 | Anastasiia Muzyka    | P     | 15 ottobre 1997   | Azerbaigian          |
| 11 | Tabitha Love         | O     | 11 settembre 1991 | Canada               |
| 12 | Jelena Nikolić       | S     | 13 aprile 1982    | Serbia               |
| 14 | Katerina Zhidkova    | S     | 28 settembre 1989 | Azerbaigian          |
| 16 | Ceyran Əliyeva       | L     | 3 gennaio 1995    | Azerbaigian          |
| 17 | Strašimira Filipova  | C     | 18 agosto 1985    | Bulgaria             |

## Mercato
| Acquisti | Acquisti             | Acquisti       | Acquisti   |
| R.       | Nome                 | da             | Modalità   |
| -------- | -------------------- | -------------- | ---------- |
| L        | Lenka Dürr           | İqtisadçı      | definitivo |
| O        | Anastasija Artem'eva | Azərreyl       | definitivo |
| O        | Jovana Brakočević    | VakıfBank      | definitivo |
| P        | Lora Kitipova        | Azərreyl       | definitivo |
| C        | Andressa Picussa     | Eczacıbaşı     | definitivo |
| P        | Anastasiia Muzyka    | ?              | definitivo |
| O        | Tabitha Love         | Budowlani Łódź | definitivo |
| S        | Jelena Nikolić       | VakıfBank      | definitivo |
| S        | Katerina Zhidkova    | Azərreyl       | definitivo |
| C        | Strašimira Filipova  | Fakel          | definitivo |

| Cessioni | Cessioni          | Cessioni           | Cessioni   |
| R.       | Nome              | a                  | Modalità   |
| -------- | ----------------- | ------------------ | ---------- |
| C        | Annerys Vargas    | River              | definitivo |
| C        | Fernanda da Silva | Pinheiros          | definitivo |
| L        | Lisa Thomsen      | Lokomotiv Baku     | definitivo |
| P        | Natavan Gasimova  | -                  | ritirata   |
| S        | Chiara Di Iulio   | River              | definitivo |
| S        | Jana Matiašovská  | Atom Trefl Sopot   | definitivo |
| C        | Jessica Jones     | Criollas de Caguas | definitivo |
| O        | Margareta Kozuch  | Shanghai           | definitivo |
| P        | Yusidey Silié     | Proton             | definitivo |
| O        | Polina Rəhimova   | Hyundai Hillstate  | definitivo |

## Risultati

### Superliqa

#### Regular season

##### 1º round
| 1ª giornata - 2 novembre 2014 ?, ?  | Azəryol     | 2 - 3 | Lokomotiv Baku | 26-24, 22-25, 22-25, 28-26, 11-15 |
| 3ª giornata - 15 novembre 2014 ?, ? | Azəryol     | 3 - 0 | Azərreyl       | 26-24, 25-20, 25-15               |
| 4ª giornata - 22 novembre 2014 ?, ? | Azəryol     | 3 - 0 | Telekom Baku   | 25-22, 25-16, 25-17               |
| 5ª giornata - 30 novembre 2014 ?, ? | Rabitə Baku | 3 - 2 | Azəryol        | 25-23, 25-27, 23-25, 25-18, 15-10 |

##### 2º round
| 6ª giornata - 3 dicembre 2014 ?, ?   | Lokomotiv Baku | 3 - 0 | Azəryol     | 25-19, 25-16, 25-16        |
| 8ª giornata - 14 dicembre 2014 ?, ?  | Azərreyl       | 0 - 3 | Azəryol     | 20-25, 16-25, 15-25        |
| 9ª giornata - 19 dicembre 2014 ?, ?  | Telekom Baku   | 1 - 3 | Azəryol     | 19-25, 25-20, 19-25, 17-25 |
| 10ª giornata - 22 dicembre 2014 ?, ? | Azəryol        | 3 - 1 | Rabitə Baku | 25-23, 20-25, 25-11, 22-25 |

##### 3º round
| 11ª giornata - 2 marzo 2015 ?, ?     | Azəryol     | 1 - 3 | Lokomotiv Baku | 25-14, 14-25, 18-25, 22-25 |
| 13ª giornata - 6 febbraio 2015 ?, ?  | Azəryol     | 3 - 0 | Azərreyl       | 25-21, 25-22, 25-20        |
| 14ª giornata - 14 febbraio 2015 ?, ? | Azəryol     | 3 - 1 | Telekom Baku   | 25-23, 25-13, 22-25, 25-19 |
| 15ª giornata - 25 febbraio 2015 ?, ? | Rabitə Baku | 3 - 1 | Azəryol        | 25-23, 17-25, 25-15, 25-22 |

##### 4º round
| 16ª giornata - 11 marzo 2015 ?, ? | Lokomotiv Baku | 0 - 3 | Azəryol     | 22-25, 12-25, 19-25               |
| 18ª giornata - 19 marzo 2015 ?, ? | Azərreyl       | 3 - 2 | Azəryol     | 23-25, 25-17, 25-20, 21-25, 15-13 |
| 19ª giornata - 25 marzo 2015 ?, ? | Telekom Baku   | 0 - 3 | Azəryol     | 21-25, 21-25, 10-25               |
| 20ª giornata - 16 marzo 2015 ?, ? | Azəryol        | 0 - 3 | Rabitə Baku | 23-25, 13-25, 23-25               |

#### Play-off

##### Semifinali
| Gara 1 - 4 aprile 2015 ?, ? | Azəryol        | 1 - 3 | Lokomotiv Baku | 17-25, 22-25, 25-14, 15-25 |
| Gara 2 - 6 aprile 2015 ?, ? | Lokomotiv Baku | 0 - 3 | Azəryol        | 16-25, 20-25, 20-25        |
| Gara 3 - 8 Aprile 2015 ?, ? | Azəryol        | 1 - 3 | Lokomotiv Baku | 17-25, 25-18, 12-25, 16-25 |

##### Finale 3º posto
| Gara 1 - 10 aprile 2015 ?, ? | Azəryol  | 3 - 0 | Azərreyl | 25-22, 25-10, 25-16 |
| Gara 2 - 12 aprile 2015 ?, ? | Azərreyl | 0 - 3 | Azəryol  | 21-25, 29-31, 18-25 |

### Champions League

#### Fase ad gironi
| 1ª giornata - 12 novembre 2014 A.Y.S. Sport Hall, Baku            | Azəryol       | 3 - 2 | Nantes        | 25-17, 18-25, 18-25, 25-16, 20-18 |
| 2ª giornata - 26 novembre 2014 Burhan Felek Spor Salonu, Istanbul | Fenerbahçe    | 3 - 1 | Azəryol       | 25-21, 25-20, 19-25, 25-16        |
| 3ª giornata - 10 dicembre 2014 A.Y.S. Sport Hall, Baku            | Azəryol       | 3 - 0 | Știința Bacău | 27-25, 25-10, 25-23               |
| 4ª giornata - 14 gennaio 2015 Sala Sporturilor, Bacău             | Știința Bacău | 0 - 3 | Azəryol       | 22-25, 14-25, 18-25               |
| 5ª giornata - 21 gennaio 2015 A.Y.S. Sport Hall, Baku             | Azəryol       | 0 - 3 | Fenerbahçe    | 20-25, 15-25, 24-26               |
| 6ª giornata - 28 gennaio 2015 Complexe Sportif Beaulieu, Nantes   | Nantes        | 0 - 3 | Azəryol       | 12-25, 25-27, 17-25               |

#### Fase ad eliminazione diretta
| Play-off a 12 (andata) - 11 febbraio 2015 A.Y.S. Sport Hall, Baku     | Azəryol       | 1 - 3 | Busto Arsizio | 24-26, 21-25, 25-19, 14-25        |
| Play-off a 12 (ritorno) - 18 febbraio 2015 PalaYamamay, Busto Arsizio | Busto Arsizio | 2 - 3 | Azəryol       | 14-25, 26-24, 20-25, 25-18, 10-15 |

## Statistiche

### Statistiche di squadra
| Competizione     | Punti | In casa | In casa | In casa | In trasferta | In trasferta | In trasferta | Totale | Totale | Totale |
| Competizione     | Punti | G       | V       | P       | G            | V            | P            | G      | V      | P      |
| ---------------- | ----- | ------- | ------- | ------- | ------------ | ------------ | ------------ | ------ | ------ | ------ |
| Superliqa azera  | 32    | 11      | 6       | 5       | 10           | 7            | 3            | 21     | 13     | 8      |
| Champions League | 11    | 4       | 2       | 2       | 4            | 2            | 2            | 8      | 4      | 4      |
| Totale           | -     | 15      | 8       | 7       | 14           | 9            | 5            | 29     | 17     | 12     |

G = partite giocate; V = partite vinte; P = partite perse

### Statistiche dei giocatori
| C. Əliyeva     | Statistiche assenti | 6 | 2   | 1   | 0  | 1  | Statistiche assenti |
| O. Əliyeva     | Statistiche assenti | 8 | 99  | 86  | 7  | 6  | Statistiche assenti |
| A. Artem'eva   | Statistiche assenti | - | -   | -   | -  | -  | Statistiche assenti |
| J. Brakočević  | Statistiche assenti | 8 | 128 | 101 | 17 | 10 | Statistiche assenti |
| L. Dürr        | Statistiche assenti | 8 | 0   | 0   | 0  | 0  | Statistiche assenti |
| S. Filipova    | Statistiche assenti | 8 | 82  | 58  | 14 | 10 | Statistiche assenti |
| L. Kitipova    | Statistiche assenti | 8 | 19  | 10  | 6  | 3  | Statistiche assenti |
| K. Kovalenko   | Statistiche assenti | 8 | 75  | 38  | 33 | 4  | Statistiche assenti |
| T. Love        | Statistiche assenti | 3 | 1   | 1   | 0  | 0  | Statistiche assenti |
| A. Muzyka      | Statistiche assenti | - | -   | -   | -  | -  | Statistiche assenti |
| J. Nikolić     | Statistiche assenti | 8 | 101 | 78  | 11 | 12 | Statistiche assenti |
| A. Picussa     | Statistiche assenti | 0 | 0   | 0   | 0  | 0  | Statistiche assenti |
| O. Parchomenko | Statistiche assenti | 4 | 3   | 2   | 1  | 0  | Statistiche assenti |
| K. Zhidkova    | Statistiche assenti | 1 | 0   | 0   | 0  | 0  | Statistiche assenti |

P = presenze; PT = punti totali; AV = attacchi vincenti; MV = muri vincenti; BV = battute vincenti